# Rhinoclavis diadema
Rhinoclavis diadema is een slakkensoort uit de familie van de Cerithiidae. De wetenschappelijke naam van de soort is voor het eerst geldig gepubliceerd in 1978 door Houbrick.